# Бойко Оксана Олександрівна

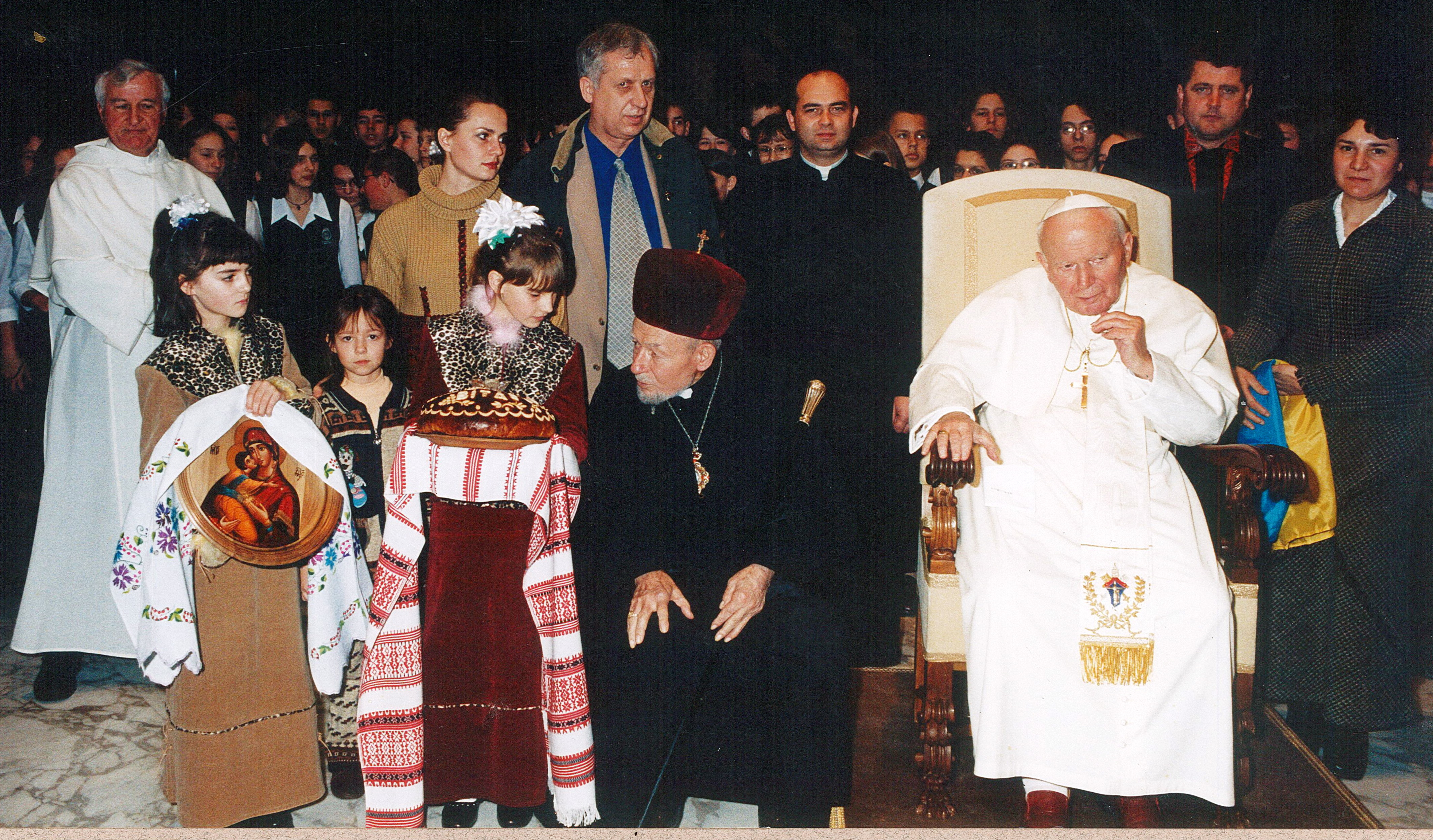
Зустріч з Папою Римським Іоанном-Павлом ІІ. Ватикан,2003.

Бойко Оксана Олександрівна (17 вересня 1976, м. Кременчук, Полтавська область, Україна) — українська художниця, письменниця, педагог, магістр мистецтв, доктор філософії, член Національної спілки художників України, член Національної спілки журналістів України.

## Біографічні відомості
Народилася 17 вересня 1976 року в м. Кременчуці Полтавської області.
- 1993 — закінчила Кременчуцьку середню школу № 30.
- 1986—1991 — навчання в Кременчуцькій дитячій художній школі ім. О. Д. Литовченка.
- 1993—1998 — навчання в Криворізькому державному педагогічному університеті на художньо-графічному факультеті. Тема дипломної праці: "Серія акварельних пейзажів «Живописна Україна». Кваліфікація: викладач образотворчого мистецтва і креслення.
- 2002—2004 — навчання в Українському Вільному Університеті, м. Мюнхен, Німеччина. Тема магістерської праці: «Релігійні мотиви та портрети релігійних діячів у творчості Лео Мола (скульптура, ікони, вітражі, мозаїка)». Науковий ступінь: магістр мистецтва.
- 2004—2006 — навчання в Українському Вільному Університеті, м. Мюнхен, Німеччина. Тема докторської праці: "Новітня педагогічна концепція мистецької освіти на зразку архітектурно-паркового комплексу мистецької школи «Око». Науковий ступінь: доктор філософії.
- 1995—1999 — викладач образотворчого мистецтва, середня школа № 30, м. Кременчук.
- 1999—2002 — викладач образотворчого мистецтва, художня школа «Віка», м. Кременчук.
- 2002—2003 — завідувач відділом мистецтва і культури, міжнародна газета «Наш форум», м. Рим, Італія.
- 2003—2005 — психолог, ТОВ «Фармацентр», м. Кременчук.
- 2004—2020 — керівник приватної мистецької школи (майстерні) «Око», виклади за авторською програмою, м.Кременчук.
- 2005—2010 — старший викладач кафедри соціально-політичних наук у Кременчуцькому університеті економіки, інформаційних технологій і управління.
- 2010—2011 — художник-дизайнер вітражного виробництва, ПП Булах «Студія скла», м. Кременчук.
- 2014 — викладання авторського курсу лекцій з історії та психології мистецтва, Полтавська місіонерська Духовна семінарія.
- 2015 — запрошений професор УВУ, Німеччина. Авторський курс лекцій з історії та психології мистецтва, практикум «Краса, яка лікує душу».
- 2016—2017 — visiting Professor WSG, запрошений професор, Wyższa Szkoła Gospodarki w Bydgoszczy (Університет економіки), м. Бидгощ, Польща. Куратор мистецьких проєктів Україна — Польща[1].
- Від 2017 — голова правління Кременчуцької міської організації Товариства «Знання» України.
- Від 2017– директор Кременчуцької міської художньої галереї.
- 2020 — Почесний професор Міждержавного інституту українсько-казахстанських відносин ім. Н. А. Назарбаєва.

Член: член Національної спілки художників України, Національної спілки журналістів України, Товариства «Знання» України, Української асоціації письменників художньо-соціальної літератури, Спілки літераторів Кременчука «Славутич».

## Творча діяльність
Працює в живописних і графічних техніках та жанрах: портрет, пейзаж, натюрморт, історичний, анімалістичний, міфо-релігійний. Автор архітектурних та паркових, ландшафтних проєктів, книжкових ілюстрацій, понад 1000 картин, монументальних творів.
Учасниця 80 виставок, з них 40 персональних.
Художниця 33 ілюстрованих видань.
Автор 50 статей з історії, педагогіки та психології мистецтв.
Співавтор 25 поетичних і мистецьких радіопередач, 50 телепередач.
Організатор 30 соціальних і міжнародних проектів у сфері культури.
Картини зберігаються в музеях і приватних колекціях України, Польщі, Чехії, Німеччини, Австрії, Швейцарії, Італії, Росії, Індії, Ізраїлю, Америки, Канади, Японії.

## Персональні виставки
- 1999 — «Барви рідної землі», Кременчуцька міська художня галерея, Україна.
- 2002 — «Барви рідної землі», міська художня галерея, м. Комсомольськ, Україна.
- 2002 — «Творчість: образи України та Італії», приватна галерея «Via Napoli», м. Ладісполі, Італія.
- 2002 — «Акварельні образи України та Італії», Українське посольство в Римі, Італія. За підтримки Міністерства культури і туризму України.
- 2003 — «Творчість: образи України та Італії» і поетичний вечір, Український Вільний Університет, м. Мюнхен, Німеччина.
- 2003 — «Творчість: образи України та Італії», міська художня галерея, м. Ладісполі, Італія.
- 2003 — «Творчість: образи України та Італії», міська художня галерея, м. Кастельфранко, Італія.
- 2003 — «Творчість: образи України, Німеччини та Італії», Український католицький собор Покрова Пресвятої Богородиці і Андрія Первозванного, м. Мюнхен, Німеччина.
- 2011 — «Життя — це творчість», міська художня галерея, м. Комсомольськ, Україна.
- 2012 — «Життя — це творчість», Полтавський краєзнавчий музей, м. Полтава, Україна.
- 2012 — до Дня міста «Життя — це творчість», Кременчуцька міська художня галерея, Україна.
- 2012 — «Життя — це творчість», вечори поезії, майстер-класи, Центр європейської інформації, обласна бібліотека ім. О.Гончара, м. Херсон, Україна.
- 2014 — «Життя — це творчість», майстер-класи, виставка творів учнів мистецької школи «Око», Кременчуцька міська художня галерея, Україна.
- 2016 — «Квіткові барви і фарби Крумлова», приватна мистецька галерея «StudiaArt», м. Чеський Крумлов, Чехія.
- 2016 — «Квіти в акварелі», приватна мистецька галерея Т. Пліч, м. Прага, Чехія.
- 2016 — «Майстерня Око», Кременчуцька міська художня галерея, Україна.
- 2016—2017 — «Світ казок і легенд», міська художня галерея, м. Горішні Плавні, Україна.
- 2017 — «Дорогами Європи», Музей прикарпатського мистецтва, м. Івано-Франківськ, Україна.
- 2017 — «Таємничий народ — бойки», в рамках «VI Всесвітніх бойківських фестин», м. Турка, Львівська обл., Україна.
- 2018 — «What Dreams May Come», фортечна галерея «Бастіон», м. Івано-Франківськ, Україна.
- 2018 — «Мій Кременчук: легенди, історія, сучасність» в рамках міжнародного бізнес-форуму «Міжнародне співробітництво: Створимо майбутнє разом», за підтримки Британської Ради, м. Кременчук, Україна.
- 2018 — «Купальський дивоцвіт: квіткова галерея» в рамках етнографічного дійства, Міський сад, м. Кременчук, Україна.
- 2018 — «Дорогами Європи: Легенди прадавнього Риму», виставкові вітрини на Соборній, м. Кременчук, Україна.
- 2018 — «Кременчук історичний», в рамках фестивалю «Солодкий Кременчук» м. Кременчук, Україна.
- 2018 — «Дорогами Європи». Відділ мистецтв, Полтавська обласна універсальна наукова бібліотека імені І. П. Котляревського, м. Полтава, Україна.
- 2018 — «Венеціанські маски» музичний і живописний проєкт, «Маестро», м. Кременчук, Україна.
- 2018 — «Поезія туманного живопису», в рамках Всеукраїнської науково-практичної конференції «Дитинство ХХІ століття: інноваційна освіта», Кременчуцький педагогічний коледж ім. А. С. Макаренка, «Ерудіт», м. Кременчук, Україна.
- 2019 — «Мій Кременчук: легенди, історія, сучасність», за підтримки Британської Ради, виставкові вітрини на Соборній, м. Кременчук, Україна.
- 2019 — «Квіти в акварелі», читальна зала Центральної міської бібліотеки, м. Кременчук, Україна.
- 2019 — «Образи туманного живопису» до року китайської культури в Україні, читальна зала Центральної міської бібліотеки, м. Кременчук, Україна.
- 2019 — «Акварелі з України», галерея Ланге Гассе, м. Тюбінген, Німеччина.
- 2019 — «Історія Міського саду» до Дня міста Кременчука, Україна.
- 2019 — «Щоденник ведмедика Тедді», фестиваль-ярмарок ідей «Модна лялька», м. Київ, Україна.
- 2020 — «Краєвиди Кременчука та Крюків історичний», презентація легенди на фестивалі «Крюківських вареників», м. Кременчук, Україна.
- 2020 — «Легенди Кременчука», поезії та прози, зустріч літераторів міст Кременчука, Світловодська та Горішніх Плавнів, читальна зала, м. Кременчук, Україна.
- 2020 — «Моя історія життя. Щоденник ведмедика Тедді», всеукраїнський ярмарок «Модна лялька», м. Київ.
- 2020 — «Моя історія життя. Щоденник ведмедика Тедді», міжнародний проект за підтримки PROMIS, Канада, Кременчуцька міська художня галерея, Україна.
- 2020 — «Легенди Кременчука», виставкові вітрини на Соборній, м. Кременчук, Україна.
- 2020 — «Годинникові піски: серія графік до поезії», Кременчуцька міська художня галерея, Україна[2].
- 2020 — міжнародний проект «Колорити Казахстану», Кременчуцька міська художня галерея, м. Кременчук, Україна[3][4].
- 2021 — «Легенди Кременчука», Полтавський художній музей (галерея мистецтв) імені Миколи Ярошенка, м. Полтава, Україна[5][6].
- 2021 — «Мій Кременчук: легенди, історія, сучасність в картинах», Кременчуцька міська художня галерея, м. Кременчук, Україна[7][8][9].

## Основні колективні виставки
- 1986—1991 — міжнародні конкурси «Підводні фантазії», «Фортеці Франції» (Україна — Франція), призер міських конкурсів малюнку «Екологія і світ».
- 1999 — конкурс «Гоголівські образи», краєзнавчий музей м. Кременчука.
- 2000 — «Графіка», Кременчуцька міська художня галерея, Україна.
- 2000 — «До Дня міста», Кременчуцька міська художня галерея, Україна.
- 2000 — «Різдво», Кременчуцька міська художня галерея, Україна.
- 2001 — «Квіти і живопис», краєзнавчий музей, м. Кременчук, Україна.
- 2001 — «Весняна фантазія», Кременчуцька міська художня галерея, Україна.
- 2001 — до Дня міста з Всеукраїнського музейного фонду КМХГ, м. Кременчук, Україна.
- 2001 — «Ню», Кременчуцька міська художня галерея, Україна.
- 2001 — «До Дня міста», Кременчуцька міська художня галерея, Україна.
- 2001 — «Східні мотиви», міська художня галерея, м. Кременчук, Україна.
- 2002 — «Уют непритязательных жилищ. Кераміка і порцеляна в натюрмортах», міська художня галерея, м. Горішні Плавні, Україна.
- 2002 — «Свет преданий вековых», міська художня галерея, м. Горішні Плавні, Україна.
- 2002 — всеукраїнська виставка «Жінки України — мистці», «Дом художника», м. Київ, Україна.
- 2002 — міжнародний проект, художнє об'єднання «Творчість», приватна галерея «Via Napoli», м. Ладісполі, художня галерея м. Кастельфранко, Італія.
- 2003 — «Колекція» з Всеукраїнського музейного фонду КМХГ, м. Кременчук, Україна.
- 2003 — «Різдвяна виставка», міська художня галерея, м. Горішні Плавні, Україна.
- 2005 — «Колекція» з Всеукраїнського музейного фонду КМХГ, м. Кременчук, Україна.
- 2006 — «Чайная церемония», міська художня галерея, м. Горішні Плавні, Україна.
- 2006 — «Колекція» з Всеукраїнського музейного фонду КМХГ, м. Кременчук, Україна.
- 2007 — «Колекція» з Всеукраїнського музейного фонду КМХГ, м. Кременчук, Україна.
- 2012 — «День мартовского кота», міська художня галерея, міська художня галерея, м. Горішні Плавні, Україна.
- 2013 — «Коти», міська художня галерея, м. Горішні Плавні, Україна.
- 2013 — "Світ Екзюпері. Морально-етичні цінності в художніх творах, мистецька школа «Око». Український Вільний Університет, м. Мюнхен, Німеччина.
- 2013 — «Музика і живопис», хор «Райське дерево», дитяча бібліотека, м. Кременчук, Україна.
- 2013 — «Новорічна» з Всеукраїнського музейного фонду, м. Кременчук, Україна.
- 2014 — «З ангелом на плечі», міська художня галерея, м. Горішні Плавні, Україна.
- 2014 — «Водолії», міська художня галерея, м. Горішні Плавні, Україна.
- 2014 — «Кобзарик. Тече вода в синє море…», Національний музей ім. Тараса Шевченка, м. Київ, Україна.
- 2014 — з Всеукраїнського музейного фонду КМХГ, м. Кременчук, Україна.
- 2014 — «Кобзарик. Тече вода в синє море…», Національний музей ім. Тараса Шевченка, м. Київ, Україна.
- 2015 — «Петриківські диво квіти», сквер ім. О.Бабаєва, м. Кременчук, Україна.
- 2015 — «Осіння палітра», міська художня галерея, м. Горішні Плавні, Україна.
- 2015 — до Дня міста з Всеукраїнського музейного фонду КМХГ, м. Кременчук, Україна.
- 2015 — «Легенди на клумбах», міська художня галерея, м. Горішні Плавні, Україна
- 2016 — всеукраїнський пленер, «Місто–металург», краєзнавчий музей ГЗКа, м. Горішні Плавні, Україна.
- 2016 — «Очам души моей сиренью упоенье», міська художня галерея, м. Горішні Плавні, Україна.
- 2016 — «Все художники — волшебники», міська художня галерея, м. Горішні Плавні, Україна.
- 2016 — мистецька школа «Око», Кременчуцька міська художня галерея, Україна.
- 2016 — ІІ міжнародна виставка графіки «Світ очима молоді», м. Бидгощ, Польща.
- 2017 — «Вікна», міська художня галерея, м. Горішні Плавні, Україна.
- 2017 — III міжнародна виставка «Світ очима молоді», м. Бидгощ, Польща.
- 2017 — «Квіти Кременчука», Кременчуцька міська художня галерея, Україна.
- 2017 — конкурс «Обличчя Кременчука», Кременчуцька міська художня галерея, Україна.
- 2017 — «Олійний живопис кременчужан» з Всеукраїнського музейного фонду КМХГ, Україна.
- 2017 — «Ялинкова прикраса», міська художня галерея, м. Горішні Плавні, Україна.
- 2017—2018 — з Всеукраїнського музейного фонду КМХГ, м. Кременчук, Україна.
- 2018 — «Готуй сани влітку», міська художня галерея, м. Горішні Плавні, Україна.
- 2018 — «Народжено у вогні», Кременчуцька міська художня галерея, Україна.
- 2018 — з Всеукраїнського музейного фонду КМХГ «Мистецька скарбничка», Україна.
- 2018—2019 — всеукраїнська триєнале конкурс «Ню-Арт», Кременчуцька художня галерея, Україна.
- 2018 — всеукраїнська виставка-конкурс «Місто на мольберті», міська художня галерея, м. Горішні Плавні, Україна.
- 2019 — «Виставка пам'яті архітектора Петра Сергеєва», Кременчуцька міська художня галерея, Україна.
- 2019 — всеукраїнська виставка «У акварелі жіночий характер», Кременчуцька міська художня галерея, Україна.
- 2019 — «Кременчук в картинах», «Історія Кременчука в марках та конвертах», Кременчуцька міська художня галерея, Україна.
- 2019—2020 — всеукраїнське триєнале «Мандрівна філософія», Кременчуцька міська художня галерея, Україна.
- 2020 — «Весняні джерела натхнення», Кременчуцька міська художня галерея, Україна.
- 2020 — «Магія трав», художня галерея, м. Горішні Плавні, Україна.
- 2020 — всеукраїнська виставка «Я-митець», Кременчуцька міська художня галерея, Україна.
- 2020 — всеукраїнський проєкт «Мамай Фест: Мамай на палітрі», Музей історії міста Кам'янське, Україна.
- 2020—2021 — всеукраїнська Різдвяна виставка, Центральний будинок художника, м. Київ Україна.
- 2021 — всеукраїнська «Весняна виставка» Кременчуцька міська художня галерея, Україна.
- 2021 — «Чарівний світ натхнення» об'єднання «Творчість», Кременчуцька міська художня галерея, Україна.
- 2021 — «Транспорт Кременчука», Кременчуцька міська художня галерея, Україна.
- 2021 — «Барви Полтавщини», Полтавська районна державна адміністрація, Україна.

## Книги
- Дитяча книга «Моя історія життя. Щоденник ведмедика Тедді»: — Кременчук: ТОВ «Кременчуцька міська друкарня», 2020.- 38с., іл., ISBN 978-617-641-076-8[10].
- «Легенди Кременчука в картинах»: — Кременчуг: ПП «БІТАРТ», 2021. — 76 с., ISBN 978-617-7715-20-6[11][12].
- «Мій Кременчук: легенди, історія, сучасність в картинах»: — Кременчуг: ПП «БІТАРТ», 2022. — 288 с., ISBN 978-617-7715-25-1.

## Ілюстрації до видань
- Дидык Ольга. «Отражение». Сборник поэзии// Кременчуг, 2002.
- Зеленіна Юлія. «Небо на долонях». Вірші для дітей молодшого шкільного віку// Кременчук, «Анонс», 2005, с.30.
- Обревко Людмила, Жовтецька Юлія. «Кременчужанка: жіночі долі», Книга I// Кременчук «Християнська Зоря», 2003. с.130.
- Обревко Людмила, Жовтецька Юлія. «Кременчужанка: жіночі долі» Книга II// Кременчук, «Християнська Зоря», 2005, ISBN 966-8031-42-3 с.262.
- «Великоднє послання Апостольських Екзархів: Франції, Німеччини та Великої Британії», акварель «Воскресіння» Оксани Бойко/ «Християнський голос» № 9 (2677), Мюнхен, 2005 р. С.1.
- Погрібний Анатолій. «Умію, та не хочу», або Про фальш одного етикету. Науково-публіцистичний есей // Ніжин. «Аспект-Поліграф», 2006. ISBN 966-340-169-9, с.172.
- Lessia Ukrajinka, «Das Waldlied» Feeriein drei Akten / Леся Українка, «Лісова пісня», драма-феєрія у трьох діях// Verlagszentrum der Nationalen Iwan- Franko- Universität, Lwiw, Львів, друк. ТзОВ «Простір М», 2006, ISBN 966-613-500-0, 224 с. іл.
- «Стіжки» історичний роман, поезія / Павло Головчук// Липовляни, 2007, ISBN 978-953-95884-0-1, с.218.
- Обревко Людмила, Жовтецька Юлія. «Кременчужанка: жіночі долі», книга III// Кременчук, «Християнська Зоря», 2007, ISBN 966-8031-56-4, 448 с.
- Обревко Людмила. «Летящие качели»// Кременчук, «Християнська Зоря», 2008.
- Обревко Людмила, Жовтецька Юлія. «Кременчужанка: жіночі долі» Книга IV// Кременчук, «Християнська Зоря», 2009, ISBN 978-966-8031-76-2, с.448.
- Єржабкова Бланка, «Діалог культур. Україна-Чехія-Німеччина» Науково-публіцистичне видання в 2 томах //Кременчук, «Про-Графіка», 2011. ISBN 978-617-597-004-1, ISBN 978-617-597-006-5 — 225с., 281 с., фото, іл.
- Обревко Людмила, Жовтецька Юлія. «Кременчужанка: жіночі долі» Книга V// Кременчук, «Християнська Зоря», 2011, ISBN 978-966-8031-88-5, 506 с.
- Обревко Людмила, Жовтецька Юлія. «Кременчужанка: жіночі долі» Книга VI// Кременчук, «Християнська Зоря», 2012, ISBN 978-966-8031-91-5, 550 с.
- «Кобзарик. Тече вода в синє море…» Ілюстрована поезія Т.Шевченка// Кременчук, «Про-Графіка», 2014, 32 с.
- "Талановита молодь Кременчука. Проєкт «Подаруй свій талант Україні»/ Обревко Людмила// Дніпропетровськ, «АРТ-ПРЕС», 2015. ISBN 978-966-348-371-9, 96 с.
- Штайнпах. «Почему мы продолжаем жить после смерти»// Одесса, «Мир Граля».
- Екатерина Любимова. «Приключение Никитки и его друзей»// Москва. 2010.
- «Міський герб Горішні Плавні», «Подяка міського голови», «Почесна грамота»// Розробка авторських ескізів, макетів. Типографія «Про-графіка» липень, 2016.
- Календар 2018, «Я люблю Кременчук. Вид на міст з лелекою»// 2017, компанія ТОВ «Бульвар», 2500 прим.
- «Мистецький щоденник 2019». Мистецьки твори з видами міста// Горішні Плавні, 2018.
- Генрі ван Дайк, «Зірка ще одного мудреця/ Звезда еще одного мудреца». Переклад з німецької Людмила Дєдєнєва// видавництво «Світ Граля», Одеса, 2018. ISBN 978-617-7711-12-3, с. 38.
- Календар 2019 рік. «Моя Україна. Зимовий краєвид зі старовинною архітектурою банка»// 2018, «МТБ банк», Одеса, 38 ст.
- Візуальна іміджева промоція, друкована продукція: Наукова конференція «Старожитності й давня історія Кременчука»// афіші, сертифікати, каталог з серії графік «Мій Кременчук: легенди, історія, сучасність». День археолога 15 — 16 серпня 2018 р. Велика зала міськвиконкому, Кременчук — Полтава.
- Cataloguc «Painting&Graphics. Art World of Ukraine» № 4, 2018 //К-Галерея, Київ.
- «ART-NOVA/ І Всеукраїнська триєнале „Ню-арт“ 2018» //каталог творів, 2019, ТОВ "Компанія «Бульвар», Кременчук, 66 с.
- «Старожитності та історія Кременчука: збірник наукових праць»/ Супруненко О. Б., Бабенко Л. Л., Вадімов В.М, Вирський Д. С. //Київ, Полтава, Кременчук: ЦП НАН України і УТОПІК, 2018, ISBN 978-966-8999-92-5, 260 с. іл.
- «Кременчук — Тюбінген: 22 роки культурного діалогу/ Kremenchuk-Tubingen: 22 Jahre Kulturdialog» //2019, ПП «Бітард», Кременчук, 28 ст.
- «Кременчук: улюблене місто» (російською мовою) документально-художнє видання /Лушакова А. М., Гайшинська А. П., Коваленко О. В.// Суми, видавництво «Універсальна книга», 2019, ISBN 978-966-680-902-8, 496 с., іл.
- «Годинникові піски»: поезії / Людмила Снітко // Київ: Вид. «Український пріорітет» — 2020, ISBN 978-617-7656-79-0, 12. іл.5 с.[2].
- «Між двома веснами»: роман /Ніна Данько — Кременчук: ПП Щербатих О. В., 2020, ISBN 978-617-639-268-2, 230 с.
- "ART-NOVA/ ІІ Всеукраїнська Триєнале «Мандрівна філософія», 2019, каталог творів// Національна спілка художників України, Кременчук, 2020.
- «Казка про Кременчук»: дитяча книга/Ніна Данько — Кременчук: ТОВ «Кременчуцька міська друкарня», 2021.- 36с., іл., ISBN 978-617-641-084-3

## Авторські видання
- Серія авторських буклетів живопису, графіки, монументальних творів «Життя — це творчість»: «Дорогами Європи», «Моя Україна», «Дорогами Європи. Італія», «Дорогами Європи. Давній Рим», «Душевне світло», «Натюрморт», «Світами мрій», «Квіти», «Жіноча Доля», «Вітражі, монументальний розпис» // типографія «Про-графіка», Кременчук, 2012 р.
- «Мій Кременчук», 12 поштових листівок з краєвидами міста Кременчука, випуск 1, типографія «Про-графіка», Кременчук, 2013 р.
- «Ювілейний Комсомольськ 2015», 12 картин-графік з видами міста, формат А2// ГОК, міськадміністрація Горішні Плавні, типографія «Про-графіка», 2015.
- «2016 Кременчук», календар перекидний, графіка «Спокій крюківських вулочок. Будинок Григорія Чуркіна.» / Кременчук, типографія «Про-графіка», 2016.
- «Міфи і казки. Виставка Оксани Бойко», каталог картин / Горішні Плавні — Кременчук, типографія «Про-графіка», 2016, 32с.
- «Дорогами Європи», каталог виставки творів Оксани Бойко, біографія та акварелі/ Департамент культури і туризму Полтавської обласної державної адміністрації, «Обласний центр народної творчості та культурно-освітньої роботи», м. Полтава, 2019.
- «Творчість на конвертах», серія 11 конвертів: «Схід», «Серія містичних», «Ікони», «Мій Кременчук: сучасність», «Мій Кременчук: історія», «Дорогами Європи», «Олійні барви», «Живописна Україна», «Акварель», «Серія тушевого живопису сумі-е», «Дід Іван Брижатий» // Кременчуцьке відділення Спілки філателістів України, вид. ПП Щербатих О. В., Кременчук, 2019.
- Серія авторських поштівок в акварельній техніці «Ведмедики Тедді», за мотивами творів майстрині м'якої іграшки Яніни Ковган, видавництво «Кремдрук»
- «Ведмедики Тедді» календар з авторськими акварелями на 2021 рік, видавництво «Кремдрук».
- «Кременчук 450» календар з 150 графічними творами серії «Мій Кременчук: легенди, історія, сучасність» на 2020-2021-2022 роки.

## Видатні люди про мисткиню
| | Окремої пошани заслуговує художній доробок мисткині Оксани Бойко. Роками художниця оживляла легендарні образи і як майстерний-гравер але і як історик-краєзнавець. Рідко яке місто в Україні чи за кордоном може похвалитися подібною добіркою відтворених у малюнках легенд такої високої мистецької цінності. Тож з історичної та педагогічної позиції можна сміливо заявити, що ця книга незабаром не тільки займе своє особливе місце в серцях кременчужан і гостей міста, але стане й прекрасним краєзнавчим посібником для шкіл та вищих навчальних закладів. А приклад комплексної і послідовної праці на рівні самоврядування продовжать міста й села України. Приємно дізнатися, що художниця завжди передає в дарунок власні видання бібліотекам. |
| — Василь Кремень, доктор філософських наук, професор, академік Національної академії наук України, президент Національної академії педагогічних наук України, Президент Товариства «Знання» України; | |

| | Оксана Бойко належно володіє методикою характеристики творів образотворчого мистецтва, правильно користується фаховою термінологією, знає історію світового й українського мистецтва, включно з мистецтвом української діаспори. …вона має досвід творчої праці в розмаїтих малярських техніках – олією, темперою, аквареллю, а також рисунках олівцем. Це добре, що митець бажає ще й бути мистецтвознавцем. Адже теоретики краще орієнтуються в образотворчому мистецтві, якщо мають досвід роботи, та ще й талант. |
| — Дмитро Степовик, мистецтвознавець, провідний співробітник Інституту мистецтвознавства, фольклористики та етнології імені Максима Рильського НАН України (ІМФЕ НАН України), професор історії мистецтва Київської православної богословської академії, професор історії культури Українського вільного університету в Мюнхені; | |

| | Як теоретик мистецтв, я вважаю, що в науковій сфері пані Бойко поєднує кращі риси віденської мистецтво знаючої школи – глибоке аналітичне мислення та теплу емоційну сердечність. Відчутно, що ці якості художника і науковця набули остаточного формування в європейському освітньому осередку – Українському Вільному Університеті в Мюнхені, де пані захистила звання доктора філософії». |
| — Віталій Ханко, мистецтвознавець, бібліограф, музейник, педагог, член міжнародної асоціації Критиків мистецтва «АСІА» при ЮНЕСКО | |

## Нагороди
- 1999 — I місце у конкурсі картин «Гоголівські образи», краєзнавчий музей, м. Кременчук;
- 2004 — II місце у конкурсі «Поетична весна», м. Кременчук;
- 2017 — І місце в міському відеоконкурсі: «Щуче озеро. Легенди Кременчука», картини і поезія, м. Кременчук;
- 2017 — І місце у пітчінгу соціальних проектів від Британської Ради: «Мій Кременчук: легенди, історія, сучасність»;
- 2018 — Почесна відзнака «За особливі заслуги», Рішення Президії Товариства «Знання» України від 22 червня 2018 року;
- 2019 — Медаль «За служіння мистецтву», Рішення Правління Всеукраїнського об'єднання «Країна» № 37 від 21 жовтня 2019 року;
- 2019 — І місце в VI Обласному конкурсі «Успішна жінка Полтавщини — діяч культури та мистецтва», Полтавська обласна державна адміністрація[13];
- 2020 — Диплом І ступеня огляду-конкурсу на ідентифікацію та визначення місцевого елемента нематеріальної культурної спадщини «Народні джерела Полтавщини-2020» — проєкт «Легенди Кременчука»;
- 2020 — Медаль «За вірність заповітам Кобзаря», Рішення Президії Правління Українського фонду культури № 37 від 13 листопада 2014 року;
- 2020 — Лауреат Міждержавної українсько-казахстанської премії у галузі літератури і мистецтва, Постанова Комітету з Міждержавних українсько-казахстанських премій у галузі літератури і мистецтва № 2 від 07 грудня 2020 року;
- 2021 — Орден Святого Миколая Чудотворця (УПЦ КП), Указ Патріарха Київського і всієї Руси-України Філарета № 3259 від 04 січня 2021 року[14][15];
- 2021 — Орден «За розбудову України», Рішення правління Всеукраїнського об'єднання «Країна» № 683 від 25 червня 2021 року[16];
- 2021 — Орден Святої великомучениці Варвари, Указ Патріарха Київського і всієї Руси-України Філарета № 1617 від 05 листопада 2021 року[17].